# ابسکم

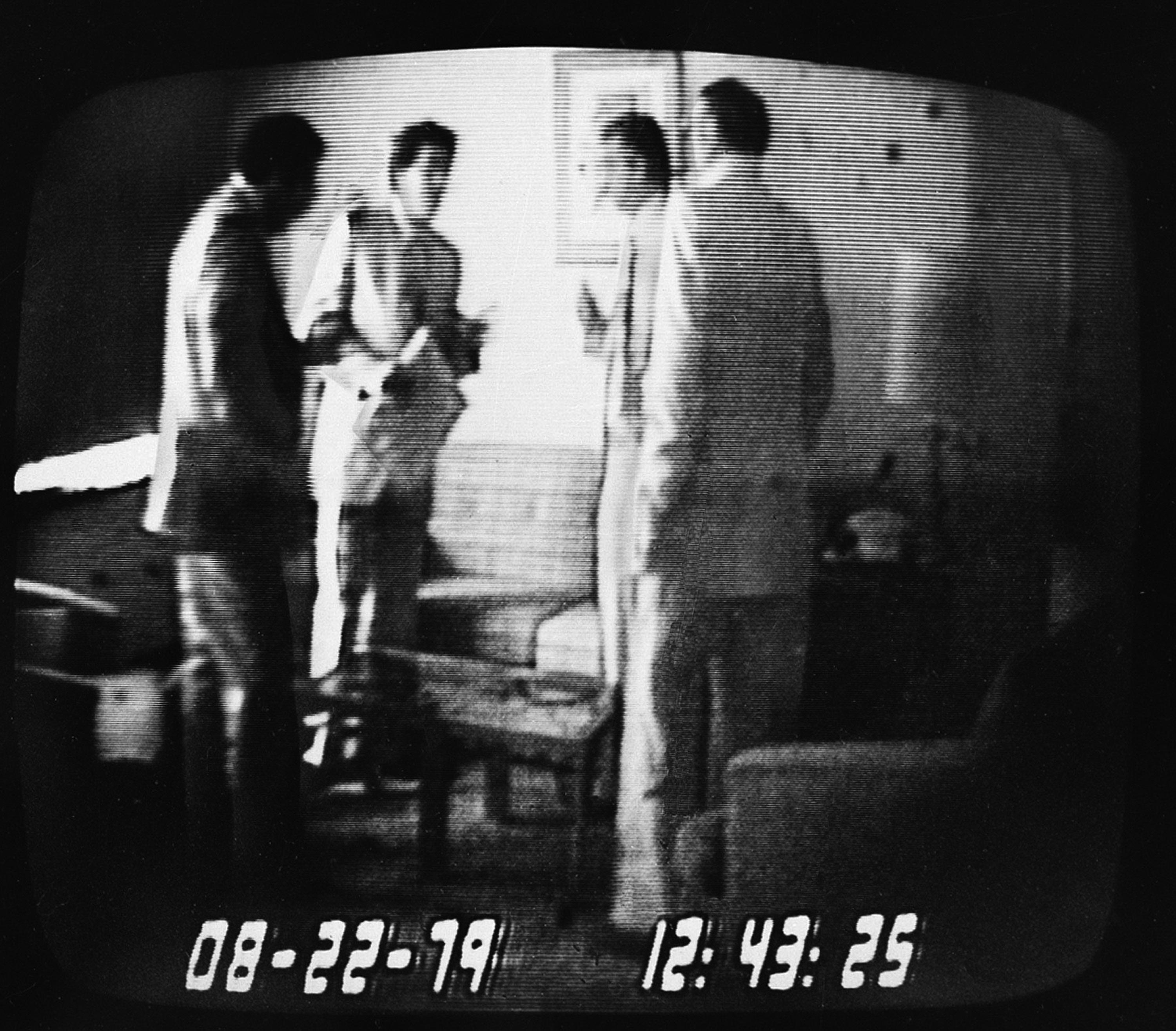
یک حمله مخفی سطح بالا که مردم را هدف قرار می هد.

ابسکم (انگلیسی: Abscam) یکی از عملیات‌های استینگ اف‌بی‌آی در اواخر دههٔ ۱۹۷۰ و اوایل دههٔ ۱۹۸۰ بود که منجر به محکومیت هفت تن از اعضای کنگره ایالات متحده آمریکا (در میان دیگران) به اتهام رشوه‌خواری و فساد مالی شد. تحقیقات دو ساله در ابتدا بر قاچاق اموال مسروقه و فساد تاجران برجسته هدف داشت اما بعداً گسترش یافت و به تحقیقات فساد عمومی تبدیل شد. اف‌بی‌آی در نوار ویدئو از سیاستمدارانی که از یک شرکت ساختگی عربی در ازای امتیازات سیاسی مختلف رشوه می‌گیرند از وزارت دادگستری و کلاه‌بردار مل واینبرگ کمک گرفت.
بیش از ۳۰ شخصیت سیاسی مورد بازجویی قرار گرفتند و شش عضو مجلس نمایندگان و یک سناتور مجرم شناخته شدند.